# Light novel di Monogatari

Copertina del primo volume dell'edizione italiana, raffigurante Hitagi Senjōgahara

Questa è la lista delle light novel della serie Monogatari scritte da Nisio Isin, illustrate da Vofan e pubblicate dalla casa editrice Kōdansha, sotto l'etichetta Kōdansha Box. L'opera è pubblicata dal 1º novembre 2006 e al 2023 è composta da 29 volumi.
In Italia la serie è stata annunciata durante il Lucca Comics & Games 2023 e viene pubblicata da Dokusho Edizioni a partire dal 6 maggio 2025.
La serie di romanzi è suddivisa in "stagioni", che raggruppano più volumi e rappresentano grandi sviluppi narrativi. I singoli albi possono contenere uno o più archi narrativi, solitamente concentrati su un personaggio principale, che può anche fungere da narratore. Gli archi narrativi non seguono l'ordine cronologico e saltano frequentemente tra periodi, avvenimenti e personaggi diversi, rendendo la ricostruzione degli eventi e della cronologia dei libri notoriamente piuttosto difficoltosa.

## Lista volumi
| Nº                        | Titolo italiano Giapponese 「Kanji」 - Rōmaji | Data di prima pubblicazione              | Data di prima pubblicazione          |
| Nº                        | Titolo italiano Giapponese 「Kanji」 - Rōmaji | Giapponese                               | Italiano                             |
| First Season (6 volumi)   | |                                          |                                      |
| 1                         | Bakemonogatari, Parte I 「化物語 （上）」 - Bakemonogatari (jō) | 1º novembre 2006 ISBN 978-4-06-283602-9  | 6 maggio 2025 ISBN 978-88-679049-0-7 |
| 1                         | Capitoli (traduzioni letterali dei titoli) - Episodio uno: Hitagi Crab (第一話 ひたぎクラブ?, Dai ichi wa Hitagi Kurabu) - Episodi due: Mayoi Snail (第二話 まよいマイマイ?, Dai ni wa Mayoi Maimai) - Episodio tre: Suruga Monkey (第三話 するがモンキー?, Dai san wa Suruga Monkī) |                                          |                                      |
| 2                         | 「化物語 （下）」 - Bakemonogatari (ge) – "Bakemonogatari (volume 2)" | 1º dicembre 2006 ISBN 978-4-06-283607-4  | —                                    |
| 2                         | Capitoli (traduzioni letterali dei titoli) - Episodio quattro: Nadeko Snake (第四話 なでこスネイク?, Dai yon wa Nadeko Suneiku) - Episodio cinque: Tsubasa Cat (第五話 つばさキャット?, Dai go wa Tsubasa Kyatto) |                                          |                                      |
| 3                         | 「傷物語」 - Kizumonogatari – "Kizumonogatari" | 7 maggio 2008 ISBN 978-4-06-283663-0     | —                                    |
| 3                         | Capitoli (traduzioni letterali dei titoli) - Episodio zero: Koyomi Vamp (第零話 こよみヴァンプ?, Dai zero wa Koyomi Vanpu) |                                          |                                      |
| 4                         | 「偽物語(上)」 - Nisemonogatari (jō) – "Nisemonogatari (volume 1)" | 1º settembre 2008 ISBN 978-4-06-283679-1 | —                                    |
| 4                         | Capitoli (traduzioni letterali dei titoli) - Episodio sei: Karen Bee (第六話 かれんビー?, Dai roku wa Karen Bī) |                                          |                                      |
| 5                         | 「偽物語(下)」 - Nisemonogatari (ge) – "Nisemonogatari (volume 2)" | 10 giugno 2009 ISBN 978-4-06-283702-6    | —                                    |
| 5                         | Capitoli (traduzioni letterali dei titoli) - Episodio finale: Tsukihi Phoenix (最終話 つきひフェニックス?, Saishū wa Tsukihi Fenikkusu) |                                          |                                      |
| 6                         | 「猫物語（黒）」 - Nekomonogatari (kuro) – "Nekomonogatari (nero)" | 28 luglio 2010 ISBN 978-4-06-283748-4    | —                                    |
| 6                         | Capitoli (traduzioni letterali dei titoli) - Episodio tabù: Tsubasa Family (第禁話 つばさファミリー?, Dai kin wa Tsubasa Famirī) |                                          |                                      |
| Second Season (6 volumi)  | |                                          |                                      |
| 7                         | 「猫物語（白）」 - Nekomonogatari (shiro) – "Nekomonogatari (bianco)" | 27 ottobre 2010 ISBN 978-4-06-283758-3   | —                                    |
| 7                         | Capitoli (traduzioni letterali dei titoli) - Episodio gentilezza: Tsubasa Tiger (第懇話 つばさタイガー?, Dai kon wa Tsubasa Taigā) |                                          |                                      |
| 8                         | 「傾物語」 - Kabukimonogatari – "Kabukimonogatari" | 24 dicembre 2010 ISBN 978-4-06-283767-5  | —                                    |
| 8                         | Capitoli (traduzioni letterali dei titoli) - Episodio pigro: Mayoi Jiangshi (第閑話 まよいキョンシー?, Dai kan wa Mayoi Kyonshī) |                                          |                                      |
| 9                         | 「花物語」 - Hanamonogatari – "Hanamonogatari" | 31 marzo 2011 ISBN 978-4-06-283771-2     | —                                    |
| 9                         | Capitoli (traduzioni letterali dei titoli) - Episodio cambiamento: Suruga Devil (第変話 するがデビル?, Dai hen wa Suruga Debiru) |                                          |                                      |
| 10                        | 「囮物語」 - Otorimonogatari – "Otorimonogatari" | 28 giugno 2011 ISBN 978-4-06-283776-7    |                                      |
| 10                        | Capitoli (traduzioni letterali dei titoli) - Episodio rivolta: Nadeko Medusa (第乱話 なでこメドゥーサ?, Dai ran wa Nadeko Medūsa) |                                          |                                      |
| 11                        | 「鬼物語」 - Onimonogatari – "Onimonogatari" | 28 settembre 2011 ISBN 978-4-06-283781-1 | —                                    |
| 11                        | Capitoli (traduzioni letterali dei titoli) - Episodio resistenza: Shinobu Time (第忍話 しのぶタイム?, Dai nin wa Shinobu Taimu) |                                          |                                      |
| 12                        | 「恋物語」 - Koimonogatari – "Koimonogatari" | 20 dicembre 2011 ISBN 978-4-06-283792-7  | —                                    |
| 12                        | Capitoli (traduzioni letterali dei titoli) - Episodio amore: Hitagi End (第恋話 ひたぎエンド?, Dai ren wa Hitagi Endo) |                                          |                                      |
| Final Season (6 volumi)   | |                                          |                                      |
| 13                        | 「憑物語」 - Tsukimonogatari – "Tsukimonogatari" | 26 settembre 2012 ISBN 978-4-06-283812-2 | —                                    |
| 13                        | Capitoli (traduzioni letterali dei titoli) - Episodio corpo: Yotsugi Doll (第体話 よつぎドール?, Dai tai wa Yotsugi Dōru) |                                          |                                      |
| 14                        | 「暦物語」 - Koyomimonogatari – "Koyomimonogatari" | 20 maggio 2013 ISBN 978-4-06-283837-5    | —                                    |
| 14                        | Capitoli (traduzioni letterali dei titoli) - Episodio uno: Koyomi Stone (第一話 こよみストーン?, Dai ichi wa Koyomi Sutōn) - Episodio due: Koyomi Flower (第二話 こよみフラワー?, Dai ni wa Koyomi Furawā) - Episodio tre: Koyomi Sand (第三話 こよみサンド?, Dai san wa Koyomi Sando) - Episodio quattro: Koyomi Water (第四話 こよみウォーター?, Dai yon wa Koyomi Wōtā) - Episodio cinque: Koyomi Wind (第五話 こよみウインド?, Dai go wa Koyomi Windo) - Episodio sei: Koyomi Tree (第六話 こよみツリー?, Dai roku wa Koyomi Tsurī) - Episodio sette: Koyomi Tea (第七話 こよみティー?, Dai nana wa Koyomi Tī) - Episodio otto: Koyomi Mountain (第八話 こよみマウンテン?, Dai hachi wa Koyomi Maunten) - Episodio nove: Koyomi Torus (第九話 こよみトーラス?, Dai kyū wa Koyomi Tōrasu) - Episodio dieci: Koyomi Seed (第十話 こよみシード?, Dai jū wa Koyomi Shīdo) - Episodio undici: Koyomi Nothing (第十一話 こよみナッシング?, Dai jū ichi wa Koyomi Nasshingu) - Episodio dodici: Koyomi Dead (第十二話 こよみデッド?, Dai jū ni wa Koyomi Deddo) |                                          |                                      |
| 15                        | 「終物語（上）」 - Owarimonogatari (jō) – "Owarimonogatari (volume 1)" | 21 ottobre 2013 ISBN 978-4-06-283857-3   | —                                    |
| 15                        | Capitoli (traduzioni letterali dei titoli) - Episodio uno: Ōgi Formula (第一話 おうぎフォーミュラ?, Dai ichi wa Ōgi Fōmyura) - Episodio due: Sodachi Riddle (第二話 そだちリドル?, Dai ni wa Sodachi Ridoru) - Episodio tre: Sodachi Lost (第三話 そだちロスト?, Dai san wa Sodachi Rosuto) |                                          |                                      |
| 16                        | 「終物語（中）」 - Owarimonogatari (chū) – "Owarimonogatari (volume 2)" | 29 gennaio 2014 ISBN 978-4-06-283861-0   | —                                    |
| 16                        | Capitoli (traduzioni letterali dei titoli) - Episodio quattro: Shinobu Mail (第四話 しのぶメイル?, Dai yon wa Shinobu Meiru) |                                          |                                      |
| 17                        | 「終物語（下）」 - Owarimonogatari (ge) – "Owarimonogatari (volume 3)" | 1º aprile 2014 ISBN 978-4-06-283868-9    | —                                    |
| 17                        | Capitoli (traduzioni letterali dei titoli) - Episodio cinque: Mayoi Hell (第五話 まよいヘル?, Dai go wa Mayoi Heru) - Episodio sei: Hitagi Rendezvous (第六話 ひたぎランデブー?, Dai roku wa Hitagi Randebū) - Episodio sette: Ōgi Dark (第五話 おうぎダーク?, Dai nana wa Ōgi Dāku) |                                          |                                      |
| 18                        | 「続・終物語」 - Zoku Owarimonogatari – "Zoku Owarimonogatari" | 17 settembre 2014 ISBN 978-4-06-283878-8 | —                                    |
| 18                        | Capitoli (traduzioni letterali dei titoli) - Episodio finale: Koyomi Reverse (最終話 こよみリバース?, Saishū wa Koyomi Ribāsu) |                                          |                                      |
| Off Season (4 volumi)     | |                                          |                                      |
| 19                        | 「愚物語」 - Orokamonogatari – "Orokamonogatari" | 5 ottobre 2015 ISBN 978-4-06-283889-4    | —                                    |
| 19                        | Capitoli (traduzioni letterali dei titoli) - Episodio zero: Sodachi Fiasco (第零話 そだちフィアスコ?, Dai zero wa Sodachi Fiasuko) |                                          |                                      |
| 20                        | 「業物語」 - Wazamonogatari – "Wazamonogatari" | 13 gennaio 2016 ISBN 978-4-06-283892-4   | —                                    |
| 20                        | Capitoli (traduzioni letterali dei titoli) - Fiaba crudele: bella principessa (残酷童話 うつくし姫?, Zankoku dōwa utsukushi hime) - Episodio zero: Acerola Bon Appétit (第零話 あせろらボナペティ?, Dai zero wa Aserora Bonapeti) - Episodio zero: Karen Ogre (第零話 かれんオウガ?, Dai zero wa Karen Ouga) - Episodio zero: Tsubasa Sleeping (第零話 つばさスリーピング?, Dai zero wa Tsubasa Surīpingu) |                                          |                                      |
| 21                        | 「撫物語」 - Nademonogatari – "Nademonogatari" | 27 luglio 2016 ISBN 978-4-06-283898-6    | —                                    |
| 21                        | Capitoli (traduzioni letterali dei titoli) - Episodio zero: Nadeko Draw (第零話 なでこドロー?, Dai zero wa Nadeko Dorō) |                                          |                                      |
| 22                        | 「結物語」 - Musubimonogatari – "Musubimonogatari" | 11 gennaio 2017 ISBN 978-4-06-283900-6   | —                                    |
| 22                        | Capitoli (traduzioni letterali dei titoli) - Episodio uno: Zenka Mermaid (第一話 ぜんかマーメイド?, Dai ichi wa Zenka Māmeido) - Episodio due: Nozomi Golem (第二話 のぞみゴーレム?, Dai ni wa Nozomi Gōremu) - Episodio tre: Mitome Wolf (第三話 みとめウルフ?, Dai san wa Mitome Urufu) - Episodio quattro: Tsuzura Human (第四話 つづらヒューマン?, Dai yon wa Tsuzura Hyūman) |                                          |                                      |
| Monster Season (6 volumi) | |                                          |                                      |
| 23                        | 「忍物語」 - Shinobumonogatari – "Shinobumonogatari" | 20 luglio 2017 ISBN 978-4-06-283902-0    | —                                    |
| 23                        | Capitoli (traduzioni letterali dei titoli) - Episodio uno: Shinobu Mastered (第一話 しのぶマスタード?, Dai ichi wa Shinobu Masutādo) |                                          |                                      |
| 24                        | 「宵物語」 - Yoimonogatari – "Yoimonogatari" | 14 giugno 2018 ISBN 978-4-06-511992-1    | —                                    |
| 24                        | Capitoli (traduzioni letterali dei titoli) - Episodio due: Mayoi Snail (第二話 まよいスネイル?, Dai ni wa Mayoi Suneiru) - Episodio tre: Mayoi Snake (第三話 まよいスネイク?, Dai san wa Mayoi Suneiku) |                                          |                                      |
| 25                        | 「余物語」 - Amarimonogatari – "Amarimonogatari" | 17 aprile 2019 ISBN 978-4-06-515225-6    | —                                    |
| 25                        | Capitoli (traduzioni letterali dei titoli) - Episodio quattro: Yotsugi Body (第四話 よつぎボディ?, Dai yon wa Yotsugi Bodi) - Episodio cinque: Yotsugi Shadow (第五話 よつぎシャドウ?, Dai go wa Yotsugi Shadou) |                                          |                                      |
| 26                        | 「扇物語」 - Ōgimonogatari – "Ōgimonogatari" | 28 ottobre 2020 ISBN 978-4-06-521158-8   | —                                    |
| 26                        | Capitoli (traduzioni letterali dei titoli) - Episodio sei: Ōgi Light (第六話 おうぎライト?, Dai roku wa Ōgi Raito) - Episodio sette: Ōgi Flight (第七話 おうぎフライト?, Dai nana wa Ōgi Furaito) |                                          |                                      |
| 27                        | 「死物語（上）」 - Shinomonogatari (jō) – "Shinomonogatari (volume 1)" | 19 agosto 2021 ISBN 978-4-06-524454-8    | —                                    |
| 27                        | Capitoli (traduzioni letterali dei titoli) - Episodio otto: Shinobu Suicide (第八話 しのぶスーサイド?, Dai hachi wa Shinobu Sūsaido) |                                          |                                      |
| 28                        | 「死物語（下）」 - Shinomonogatari (ge) – "Shinomonogatari (volume 2)" | 19 agosto 2021 ISBN 978-4-06-524455-5    | —                                    |
| 28                        | Capitoli (traduzioni letterali dei titoli) - Episodio finale: Nadeko Around (最終話 なでこアラウンド?, Saishū Wa Nadeko Araundo) |                                          |                                      |
| Family Season             | |                                          |                                      |
| 29                        | 「戦物語」 - Ikusamonogatari – "Ikusamonogatari" | 17 maggio 2023 ISBN 978-4-06-283902-0    | —                                    |
| 29                        | Capitoli (traduzioni letterali dei titoli) - Episodio matrimonio: Hitagi Honeymoon (第婚話 ひたぎハネムーン?, Dai kon wa Hitagi Hanemūn) |                                          |                                      |